# Teateråret 1936

## Årets uppsättningar

### Okänt datum
- Axel Frisches pjäs 65, 66 och jag har svensk premiär på Folkets hus teater i Stockholm.
- Jean de Létrazs pjäs Bichon har svensk premiär på Nya Teatern i Stockholm den kom att filmatiseras 1937 som Odygdens belöning
- Walter W. Ellis pjäs Nästan gifta (Almost a Honeymoon) har svensk premiär på Vasateatern i Stockholm
- Paul Sarauws pjäs Kloka gubben (Den kloge Mand) har svensk premiär på Södra Teatern i Stockholm